# フェリーとしま2
フェリーとしま2は、鹿児島県鹿児島郡十島村が運航するフェリー。鹿児島港新港南ふ頭（鹿児島市）からトカラ列島の各島を経由し、奄美大島の名瀬港新港ふ頭または佐大熊ふ頭（奄美市）を結ぶ。原則週に2便運航。

## 概要
「フェリーとしま」の後継船として2018年4月に就航。十島村営の定期船としては8代目となる。船内は授乳室やキッズルーム、トイレのバリアフリー化、エレベーター設置など家族や高齢者、障害者に配慮されたものとなっている。
船内放送では各島への寄港を知らせる際に十島村の村歌「十島のうた」が演奏される。
運航航路
鹿児島港（本港南埠頭） - 口之島（西之浜漁港） - 中之島（中之島港） - 平島（平島港） - 諏訪之瀬島（切石港/元浦港） - 悪石島（やすら浜港） - 小宝島（小宝島港） - 宝島（宝島港） - 名瀬港（新港地区）
所要時間
鹿児島港を午後11時頃出港すると中之島港には翌日の午前6時頃に到着する。

## 船内
3F（第一遊歩甲板）・4F（航海船橋甲板）
- プロムナードデッキ

2階（第二遊歩甲板）
- 1等客室（4名・2名各1室）
- 指定寝台（6室）
- 2等客室（2室）
- シャワー室（ただし、石鹸等は常備なし）
- レストラン
- 売店
- サロン
- キッズルーム

1階（上甲板）
- 多目的室（3室）
- 2等客室（2室）
- 案内所
- ペットルーム
- 授乳室
- パウダールーム
- 自動販売機
- 診療所（島民の健診に使用される）
- 喫煙室

B1（車両甲板）

## 火災事故
2023年12月29日、悪石島沖を航行中に機関室で火災が発生。乗客11人と乗組員18人の計29人が乗船していたが、けが人はいなかった。これにより当船は31日から鹿児島港に係留された後、2024年4月12日鹿児島港発の便より運行を再開。
十島村では十島村各地と奄美市名瀬・屋久島を結ぶ臨時の高速船や貨物輸送用に隣村のフェリーみしまで代替したが、村営船のため三島村への合間運用となり、良くて週1便でその日程が荒天欠航することもあり運航が安定せず全国的に代替船調達範囲を広げ3月に伊豆諸島開発所有のあおがしま丸を傭船し、4往復運航され、更に年度跨ぎの人流対応で種子屋久高速船のジェットフォイル「トッピー」も臨時運航された。また、従来週2便で運航されていた新日本航空による鹿児島空港 - 諏訪之瀬島の航空路線も2月末から週3便に増便された。